# Diphenylpikrylhydrazyl
Diphenylpikrylhydrazyl (DPPH) ist ein stabiles Radikal, das für die Untersuchung von radikalischen Reaktionen und von Antioxidantien eingesetzt wird.

## Eigenschaften und Reaktionen

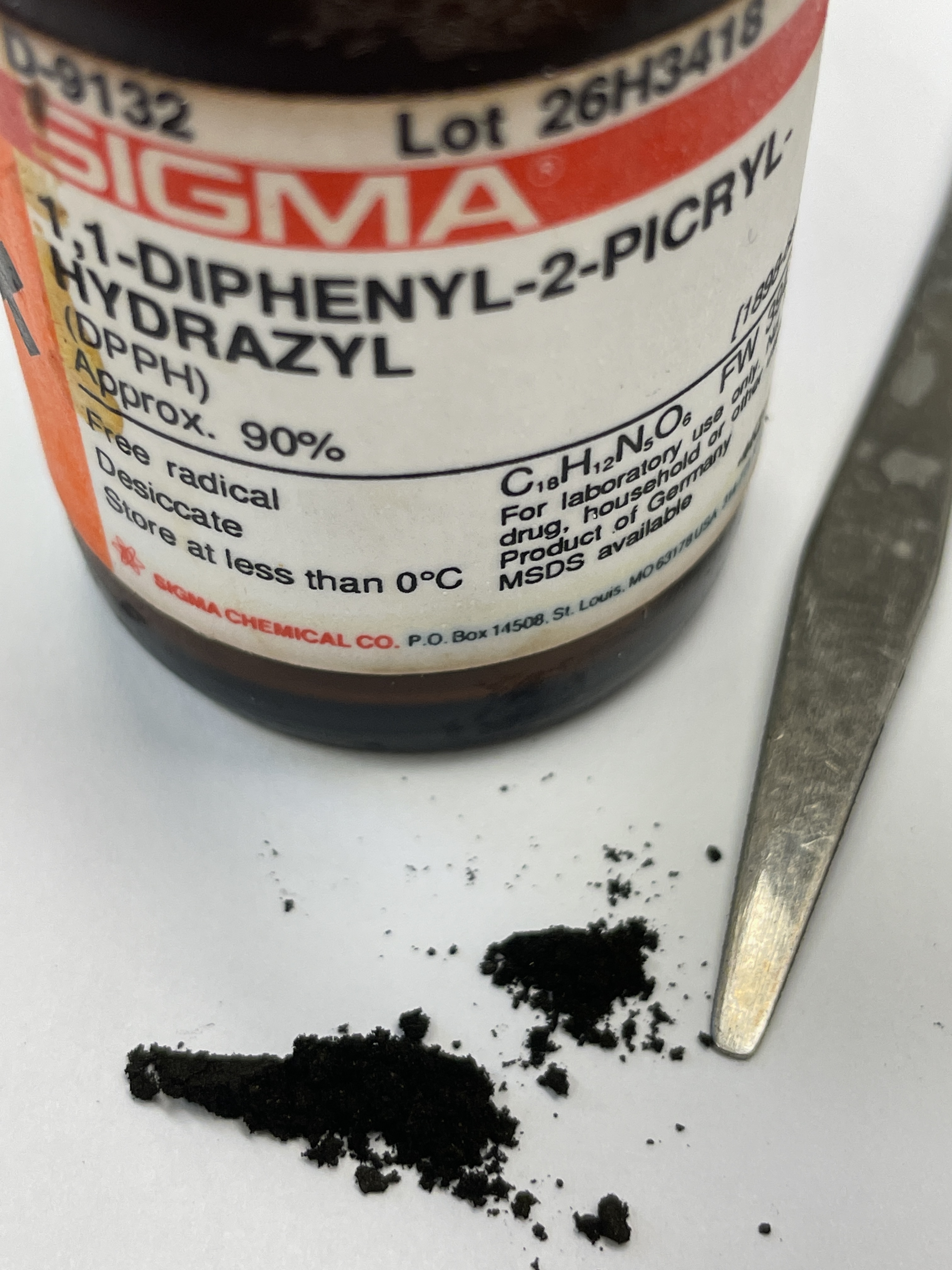
Probe von DPPH

DPPH weist in Lösung eine charakteristische violette Farbe auf. Es ist für ein Radikal sehr stabil, sodass es sich nicht als Radikalstarter für Polymerisationen und andere radikalische Reaktionen eignet. Es reagiert jedoch zügig mit anderen Radikalen, wobei es seine Farbe verliert.
Es kristallisiert in diversen Kristallstrukturen, die oft Lösungsmittelmoleküle enthalten. Wird es aus Benzol kristallisiert, bildet sich eine Struktur, die ein Molekül Benzol pro Molekül des Radikals enthält. Diese Struktur weist monoklines Kristallsystem auf mit der Raumgruppe Pc (Raumgruppen-Nr. 7) mit den Gitterparametern a = 7,764 Å; b = 10,648 Å, c = 14,780 Å und β = 109,05 °.

## Verwendung
Da es mit den meisten Radikalen vollständig reagiert und dabei eine Farbänderung zeigt, eignet sich DPPH zur Untersuchung von Reaktionen, bei denen es möglicherweise vorhandene radikalische Intermediate nachweisen kann.
DPPH wird verwendet, um den Gehalt an Antioxidantien, insbesondere Phenolen, in Proben zu bestimmen. Diese Methode findet wegen der einfachen Durchführung breite Verwendung, allerdings wurde sie kritisiert, da die experimentellen Parameter nicht standardisiert sind, wodurch Messergebnisse aus unterschiedlichen Laboren meist schlecht vergleichbar sind. Durch die Reaktion der Antioxidantien mit DPPH wird dieses entfärbt und seine Konzentration kann spektrophotometrisch verfolgt werden.
DPPH eignet sich außerdem als Standard für die Kalibrierung von EPR-Experimenten.